# كارولين باور (دراجة)
كارولين باور هي دراجة سويسرية، ولدت في 17 أبريل 1994.

## وصلات خارجية
- كارولين باور على موقع الاتحاد الدولي للدراجات (الإنجليزية)
- كارولين باور على موقع أرشيف الدراجات (الإنجليزية)
- كارولين باور على موقع إحصائيات الدراجات الإحترافية (الإنجليزية)
- كارولين باور على موقع نسبة الدراجات (الإنجليزية)